# 巴斯鯒
巴斯鯒，又稱巴斯牛尾魚，為輻鰭魚綱鮋形目牛尾魚亞目牛尾魚科的其中一種，分布於澳洲南部海域，屬底棲性魚類，棲息深度可達100公尺，體長可達46公分，生活在沙底質海域，屬肉食性，會躲藏在沙泥中伏擊獵物，以甲殼類及魚類為食，可做為食用魚。

## 擴展閱讀
維基物種上的相關：巴斯鯒